# Haliscera racovitzae
Haliscera racovitzae är en nässeldjursart som först beskrevs av Maas 1906.  Haliscera racovitzae ingår i släktet Haliscera och familjen Halicreatidae. Inga underarter finns listade i Catalogue of Life.